# Gresham’s School

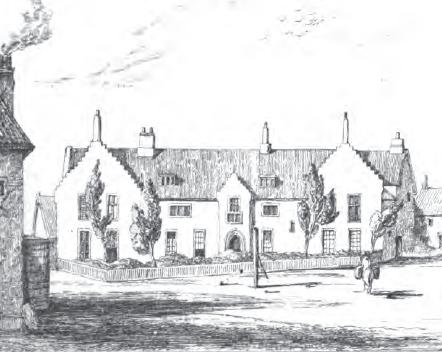
Old School House, Gresham's School, 1838

Gresham's School, magániskola, 1555-ben Sir John Gresham alapította. Holtben, Norfolk-ben, Angliában található. 
Igazgató: Antony R. Clark

## Híres tanárok

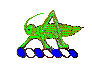

- W. H. Auden
- Lennox Berkeley
- Benjamin Britten
- Peter Brook
- James Dyson
- Ralph Firman
- Stephen Frears
- Stephen Fry
- Sienna Guillory
- Donald Maclean
- Ben Nicholson

## Külső hivatkozások

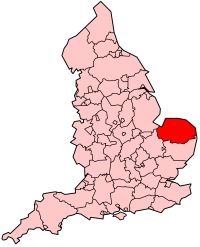
Norfolk

- Gresham's School